# Cuộc xâm lược Triều Tiên lần thứ hai của Mãn Châu
Bính Tý Hồ loạn hay còn được gọi là Cuộc xâm lược Triều Tiên lần thứ hai của Mãn Châu diễn ra vào năm 1636 là sự tiếp nối lần xâm lược thứ nhất năm 1627, khi nhà Mãn Thanh mở rộng thế lực buộc nhà Triều Tiên phải thần phục.

## Tên gọi
Trong tiếng Hàn, cuộc xâm lược của nhà Thanh (1636–1637) được gọi là 'Byeongja Horan' (병자호란; Hán-Việt: Bính Tí Hồ loạn), năm 1636 tương đương năm 'Bính Tí' trong can chi và 'Hồ loạn' nghĩa là sự náo loạn do người man di phía bắc hoặc tây gây ra, từ hồ 胡 (ho; phía bắc hoặc phía tây, thường chỉ người man di du mục) + loạn 亂 (chạy ; nghĩa là hỗn loạn, xáo trộn, bất ổn, nổi dậy, nổi loạn).

## Bối cảnh
Sau cuộc xâm lược lần thứ nhất vào năm 1627, Triều Tiên vẫn là một thách thức đối với người Mãn Châu. Quan hệ thương mại Kim - Triều trở nên xấu đi và Triều Tiên bắt đầu trở mặt với Hậu Kim. Nhà Kim đã buộc tội Triều Tiên chứa chấp những kẻ chạy trốn và cung cấp cho quân đội nhà Minh ngũ cốc. Thậm chí, khi Hoàng Thái Cực xưng đế, cải quốc hiệu Đại Thanh, Triều Tiên vẫn giữ thái độ thách thức, không công nhận nhà Đại Thanh mới thành lập. Hoàng Thái Cực sai Anh Nga Nhĩ Đại và Mã Phúc Tháp đến Hán Thành thuyết phục Triều Tiên đầu hàng xưng thần, nhưng vua Triều Tiên là Nhân Tổ không những không nghe mà còn mai phục quân sĩ định ám sát sứ thần Đại Thanh. Anh Nga Nhĩ Đại và Mã Phúc Tháp thoát chết quay trở về Mãn Châu.
Triều đình Triều Tiên quyết định tham chiến, mặc dù không tăng cường sức mạnh quân sự. Thông báo tuyên chiến của Triều Tiên được gửi tới Pyongan-do (Bình An đạo) còn bị Anh Nga Nhĩ Đại bắt giữ.
Các Bối Lặc đã rất tức giận với phản ứng của Triều Tiên và đề nghị một cuộc xâm lược ngay lập tức, nhưng hoàng đế nhà Thanh Hoàng Thái Cực đã chọn tiến hành một cuộc đột kích chống lại nhà Minh trước tiên. Đã có lúc, lực lượng nhà Thanh dưới A Tế Cách tiến gần đến Bắc Kinh tại cầu Lư Câu. Mặc dù cuối cùng bị đẩy lùi, cuộc đột kích cho thấy rõ hàng phòng thủ của Minh không còn đủ khả năng đảm bảo biên giới. Sau cuộc hành quân thành công chống lại Minh, Hoàng Thái Cực quay sang Triều Tiên và tiến hành một cuộc tấn công vào tháng 12 năm 1636.
Trước cuộc xâm lược, Hoàng Thái Cực đã cử A Ba Thái, Tế Nhĩ Cáp Lãng và A Tế Cách để bảo đảm các phương án tiếp cận ven biển tới Triều Tiên, ngăn chặn nhà Minh không thể gửi quân tiếp viện. Khổng Hữu Đức nổi dậy chống nhà Minh và sau đó đầu hàng nhà Thanh được phong là Cung Thuận Vương, tham gia các cuộc tấn công vào Ganghwa (Giang Hoa đảo) và Ka (Bì đảo). Những người đầu hàng nhà Thanh như Cảnh Trọng Minh và Thượng Khả Hỉ cũng đóng vai trò nổi bật trong cuộc xâm lược Triều Tiên.

## Mặt trận ngoại giao
Sau cuộc xâm lược năm 1627, Triều Tiên vẫn duy trì quan hệ trên danh nghĩa một cách miễn cưỡng với Hậu Kim. Tuy nhiên, một loạt các sự kiện liên quan đến ba quốc gia (Triều Tiên, Hậu Kim và Minh) đã làm xấu đi mối quan hệ giữa Hậu Kim và Triều Tiên cho đến khi cuộc xâm lược bắt đầu vào năm 1636.

### Sự đầu hàng của Khổng và Cảnh
Sau khi cuộc nổi loạn Ngô Kiều (Ngô Kiều binh biến) bị chấm dứt, Khổng Hữu Đức và Cảnh Trọng Minh quy hàng nhà Kim, cả hai đã hỗ trợ Mãn Châu với lực lượng khá lớn với số lượng 14,000 binh sĩ và 185 tàu chiến. Đánh giá cao sự hữu ích của thủy quân của cả hai trong chiến tranh ở tương lai, nhà Kim đã ban thưởng rất hậu cho Khổng và Cảnh.
Triều Tiên nhận được yêu cầu viện trợ từ cả nhà Kim và nhà Minh về cuộc nổi loạn. Một chiếu sắc phong cho cha của vua Nhân Tổ, Định Viễn quân, từ triều đình nhà Minh đã dẫn đến việc Triều Tiên đứng về phía nhà Minh và chỉ cung cấp cho binh lính nhà Minh. Điều này đã mang đến cho nhà Kim ấn tượng rằng Triều Tiên sẽ sát cánh cùng Minh khi chiến tranh nổ ra. Triệt tiêu Triều Tiên trở thành điều kiện tiên quyết cho một chiến dịch thành công trong tương lai chống lại Minh. Ngoài ra, sức mạnh thủy quân của những tường nhà Minh đầu hàng đã khiến triều đình nhà Kim tin tưởng rằng có thể dễ dàng tấn công triều đình Triều Tiên ngay cả khi di tản đến một hòn đảo gần đó như Giang Hoa đảo. Điều này cung cấp cho nhà Kim nền tảng quân sự trong việc duy trì một vị trí mạnh mẽ chống lại Triều Tiên.

### Chuẩn bị chiến tranh không đầy đủ của Triều Tiên
Một sứ thần nhà Minh, Lư Vĩ Ninh đã đến thăm Triều Tiên vào tháng 6 năm 1634 để chủ trì lễ đăng cơ Thế tử Triều Tiên. Tuy nhiên, sứ thần yêu cầu số tiền hối lộ quá mức để đổi lấy buổi lễ có thể được diễn ra. Ngoài ra, khá nhiều thương nhân nhà Minh tham dự cùng sứ thần đã tìm cách kiếm được khối tài sản khổng lồ bằng cách buộc các giao dịch bất bình đẳng đối với các thương nhân Triều Tiên. Chuyến thăm của sứ thần cuối cùng đã tiêu tốn của Triều Tiên hơn 100.000 lượng bạc.
Với sự giúp đỡ từ Minh, giờ đây vua Nhân Tổ đã có thể đưa bài vị của Định Viễn Đại viện quân vào Tông miếu. Vì Định Viễn quân chưa bao giờ nắm quyền với tư cách là vua, nên nỗ lực này đã vấp phải sự phản đối gay gắt từ các quan chức triều đình, kéo dài đến đầu năm 1635. Thêm vào đó, lăng mộ của vua Tuyên Tổ đã vô tình bị hư hại vào tháng 3 năm 1635 và cuộc tranh luận chính trị về trách nhiệm tiếp tục cho vài tháng tới Những vấn đề này đã ngăn cản Triều Tiên thực hiện đủ biện pháp để chuẩn bị cho một cuộc xâm lược có thể xảy ra từ Hậu Kim.

### Xung đột ngoại giao
Tháng 2/1636, Hậu Kim cử Anh Nga Nhĩ Đại (Inggūldai) làm khâm sứ đến Triều Tiên để tham dự lễ tang của Nhân Liệt Vương hậu. Tuy nhiên mục đích chính của phái đoàn là tự hào về sự mở rộng phạm vi ảnh hưởng gần đây của Hậu Kim và dò xét ý kiến của Triều Tiên về sự lên ngôi của Hoàng Thái Cực với tư cách là "Hoàng đế" sắp tới.
Điều này đã gây sốc cho Triều Tiên, vì Hoàng đế nhà Minh là hoàng đế hợp pháp duy nhất theo quan điểm của họ. Sau đó là những ý kiến cực kỳ thù địch gia tăng về Hậu Kim trong triều đình và ngoài triều đình. Bản thân đoàn khâm sứ đã phải trải qua sự đe dọa đến tính mạng khi các học sĩ Thành Quân Quán (Sungkyunkwan) kêu gọi xử tử và các binh sĩ với vũ khí đã lảng vảng quanh các khu vực xung quanh nơi ở của đoàn khâm sứ. Cuối cùng, các sứ giả buộc phải sơ tán khỏi Triều Tiên và quay trở lại Hậu Kim. Mối quan hệ ngoại giao giữa sau đó Kim và Triều Tiên hầu như bị cắt đứt.
Hoàng Thái Cực trở thành hoàng đế vào tháng 4 năm 1636 và đổi tên đất nước của mình từ Hậu Kim thành Đại Thanh. Các sứ giả từ Triều Tiên cũng có mặt tại buổi lễ đã từ chối cúi đầu trước hoàng đế. Mặc dù hoàng đế tha thứ cho họ, nhưng các sứ thần Triều Tiên vẫn phải mang theo thông điệp của Hoàng Thái Cực về nước. Thông điệp tố cáo các hoạt động trước đây của Triều Tiên đi ngược lại sự quan tâm của Đại Thanh. Thông điệp cũng tuyên bố ý định sẽ xâm chiếm Triều Tiên trừ khi họ thể hiện sự sẵn sàng thay đổi chính sách bằng cách cung cấp một trong những hoàng tử của nó làm con tin
Sau khi nhận thông điệp, những người cứng rắn chống lại Thanh đã phản đối. Họ thậm chí còn yêu cầu xử tử các sứ thần vì không phá hủy ngay thông điệp trước mặt chính Hoàng Thái Cực. Vào tháng 6 năm 1636, Triều Tiên cuối cùng đã gửi thông điệp của họ đến nhà Thanh, đổ lỗi nhà Thanh đã làm mối quan hệ giữa hai quốc gia xấu đi.

### Trước cuộc chiến
Bây giờ, chuẩn bị cho chiến tranh là tất cả những gì còn lại đối với Triều Tiên. Trái ngược với sức nóng của sự ủng hộ chiến tranh, tiếng nói của các đại thần đề xuất các kế hoạch và chiến lược khả thi đã không được coi trọng. Vua Nhân Tổ, người vẫn còn phần sợ cuộc đụng độ trực diện với quân đội nhà Thanh hùng mạnh, đã lắng nghe lời khuyên của Thôi Minh Cổ (Choi Myunggil - 崔鳴吉) và một cố vấn quân sự nhà Minh Hoàng Tôn Vũ, quyết định phái sứ giả đến Thẩm Dương vào tháng 9 năm 1636 với mục đích hòa bình. Mặc dù các sứ giả thu thập một số thông tin về tình hình của Thẩm Dương, họ đã bị từ chối không được gặp Hoàng Thái Cực. Điều này càng khiến những người theo đường lối cứng rắn ở Triều Tiên phẫn nộ và dẫn đến việc cách chức Thôi Minh Cổ. Mặc dù vua Nhân Tổ đã phái một nhóm sứ giả khác đến Thẩm Dương vào đầu tháng 12, nhưng đây là sau khi nhà Thanh đã lên kế hoạch xâm chiếm Triều Tiên vào ngày 25 tháng 11.

## Chiến tranh
Tháng 12 năm 1636, Hoàng Thái Cực đích thân xuất chinh, dẫn 12 vạn quân Bát kỳ Mãn Châu, Mông Cổ và Hán quân tiến đánh Triều Tiên. Để tránh lực lượng quân Triều Tiên do tướng Im Gyeong-eop đóng ở Uiju, Thân vương Đa Đạc dẫn quân tiên phong chặn đường rút của vua Nhân Tổ ra đảo Ganghwa, Mã Phúc Tháp dẫn một cánh quân đột kích Hán Thành, Đa Nhĩ Cổn dẫn binh tiếp ứng. Bên cạnh đó, để đề phòng nhà Minh tập kích, Tế Nhĩ Cáp Lãng ở lại bảo vệ Thịnh Kinh, A Tế Cách giữ cửa biển Liêu Hà. Hoàng Thái Cực đốc suất các cánh quân còn lại tiến thẳng vào Triều Tiên.
Đầu cuộc chiến, quân Thanh tổ chức tấn công các pháo đài bảo vệ biên giới của Triều Tiên dọc biên giới Thanh - Triều. Do đã có sự chuẩn bị tốt, các pháo đài này đều thành công trong việc đẩy lui nhiều đợt tấn công của quân Thanh. Tại pháo đài Baengma, tướng Lâm Khánh Nghiệp (Im Gyeong Eop) chỉ với 3000 quân đã chống trả và đánh bại nhiều đợt tấn công của 30,000 quân Thanh. Sau khi nhận thấy việc tấn công và đánh hạ các pháo đài dọc biên giới không hiệu quả, quân Thanh đã lựa chọn phương án là bỏ qua các pháo đài này và tấn công thẳng vào nội địa.
Không thể chạy ra đảo Ganghwa, Triều Tiên Nhân Tổ buộc phải tới Nam Hán Sơn thành (chữ Hán: 南漢山城, chữ Triều Tiên: 남한산성, Namhansansŏng) và bị vây hãm ở đây.  Quân Triều Tiên cố thủ trong các thành lũy bị lâm vào tình trạng khan hiếm lương thực và vũ khí. Một đạo quân Triều Tiên 15,000 người từ phía nam lên giải vây nhưng bị đánh bại, duy chỉ có đạo viện quân từ P'yongan về giải vây do Tướng Hong Myŏnggu và Yu Lim chỉ huy là đánh bại được quân Thanh trong trận Kimhwa và tiến được đến vùng ngoại ô Nam Hán Sơn Thành; Nhà Minh Trung Quốc cố gắng gửi viện binh cho Triều Tiên, nhưng đã bị bão biển nhấn chìm. Ngày 27 tháng 1 năm 1637, Đa Nhĩ Cổn chiếm được đảo Ganghwa, bắt giữ con trai thứ hai và hậu cung của vua Nhân Tổ.  Cộng với việc quân dân trong thành Nam Hán đã sức cùng lực kiệt, Nhân Tổ buộc phải chấp nhận một hòa ước với quân Thanh, với những điều khoản nặng nề hơn:
1. Triều Tiên trở thành phiên thuộc của nhà Thanh.
2. Triều Tiên phải chấm dứt quan hệ với nhà Minh.
3. Triều Tiên phải để hai con trai của vua Nhân Tổ là Chiêu Hiển Thế tử Lý Vương (chữ Hán: 李溰, chữ Triều Tiên: 이왕) và Phượng Lâm Đại quân Lý Hạo (chữ Hán: 李溰, chữ Triều Tiên: 이왕) đến Thịnh Kinh làm con tin.
4. Triều Tiên phải triều cống cho nhà Thanh. Mỗi năm 100 lượng vàng, 1000 lượng bạc, sừng trâu 200 đôi, da chồn 100 cái, lá trà 1000 bao, da rái cá 400 cái, da thanh thử 300 cái, hồ tiêu 10 đấu, yêu đao 26 chiếc, thuận đao 20 chiếc, tô mộc 200 cân, giấy lớn 1000 quyển, giấy nhỏ 1500 quyển, chiếu ngũ chảo long 4 chiếc, chiếu hoa 4 chiếc, vải gai 200 cuộn, lụa bông 2000 cuộn, vải lanh 400 cuộn, vải mỏng 10000 cuộn, vải 4000 cuộn, gạo 10000 bao.
5. Triều Tiên phải xuất binh mã, chiến thuyền hỗ trợ khi nhà Thanh đánh Minh triều.
6. Triều Tiên không được tu bổ thành trì khi chưa được phép của nhà Thanh.

Hoàng Thái Cực cho dựng một bục cao tại Tam Điền Độ (Samjeondo, 三田渡) thượng nguồn sông Hán. Vua Nhân Tổ ở dưới bục quy phục Hoàng Thái Cực. Nhân Tổ đã phải làm lễ dập đầu lạy chín lần (tam quỵ cửu khấu 三跪九叩) trước mặt Hoàng Thái Cực. Sau đó bia "Công đức Hoàng đế Đại Thanh" đã được dựng lên tại đây.
Theo các điều khoản đầu hàng Triều Tiên phải đưa quân tấn công đảo Bì gần cửa sông Áp Lục.
Sau một thời gian giao tranh, quân Thanh cũng chiếm được đảo Bì và quân nhà Minh đã buộc phải rút về Sơn Đông bằng đường biển.

## Hậu chiến
Nhiều phụ nữ Triều Tiên đã bị bắt cóc và bị hãm hiếp bởi quân nhà Thanh, và kết quả là họ không được gia đình chấp nhận ngay cả khi họ được nhà Thanh thả ra sau khi nhận được tiền chuộc.  Năm 1648, Triều Tiên buộc phải cung cấp một số công chúa hoàng gia của họ làm thiếp cho Đa Nhĩ Cổn nhiếp chính nhà Thanh. Năm 1650, Đa Nhĩ Cổn kết hôn với Công chúa Nghĩa Thuận công chúa (Uisun gongju 義順公主), con gái của Cẩm Lâm quân Lý Khải Dận (Yi Gyeyun), đã được Phụng Lâm đại quân, vua Hiếu Tông sau này, nhận làm con nuôi.  Đa Nhĩ Cổn kết hôn với hai công chúa Triều Tiên tại Liên Sơn.
Tướng quân Triều Tiên Lâm Khánh Nghiệp (Im Gyeong Eop), người chịu trách nhiệm bảo vệ pháo đài Bạch Mã (Baengma) ở biên giới Thanh-Triều, đã tiến xuống Hán Thành (Hanseong) và phục kích một nhóm quân Thanh đang trở về nhà, chặt đầu tướng quân Yêu Chùy (要槌, cháu trai của Hoàng Thái Cực). Do không biết về việc đầu hàng vào thời điểm đó, nên đã được Hoàng Thái Cực tha tội, đồng thời cũng rất ấn tượng trước hành động dũng cảm của Lâm thay mặt cho vương quốc. Lâm đã yêu cầu sự hỗ trợ quân sự từ Hán Thành vào đầu cuộc chiến (kế hoạch không bao giờ xảy ra) và tự mình lên kế hoạch tấn công Thẩm Dương.
Người Triều Tiên tiếp tục chính thức công nhận chứ hầu nhà Thanh nhưng thái độ không phục một cách kín đáo. Các học giả Triều Tiên đã bí mật sử dụng tên thời nhà Minh ngay cả sau khi nhà Minh sụp đổ và nhiều người cho rằng Triều Tiên lẽ ra phải là người kế vị hợp pháp của triều đại nhà Minh và nền văn minh Trung Quốc thay vì nhà Thanh "man rợ". Bất chấp hiệp ước hòa bình cấm xây dựng công sự, các công sự vẫn được dựng lên xung quanh Hán Thành và khu vực phía bắc. Hiếu Tông sống như một con tin trong bảy năm ở Thẩm Dương đến khi anh thành công Nhân Tổ. Hiếu Tông đã lên kế hoạch cho một cuộc xâm lược của nhà Thanh được gọi là Bukbeol (북벌, 北伐, Bắc phạt) trong mười năm làm vua, và đã bị hủy bỏ khi ông qua đời.
Từ năm 1639 đến năm 1894, triều đình Triều Tiên đã đào tạo một đội ngũ các dịch giả Hàn-Mãn chuyên nghiệp. Họ thay thế những người phiên dịch trước đó của Jurchen, người đã được huấn luyện sử dụng sách giáo khoa bằng chữ Jurchen (Nữ Chân văn). Sách giáo khoa tiếng Mãn đầu tiên của Triều Tiên được soạn thảo bởi Thân Kế Ảm (Shin Gye-am), người trước đây từng là thông dịch viên của Jurchen, và đã chuyển ngữ các sách giáo khoa cũ của tiếng Jurchen sang chữ Mãn. Sách giáo khoa chuyển thể của Thân, được hoàn thành vào năm 1639, được sử dụng cho các kỳ thi đủ điều kiện dịch khoa (yeokgwa) cho đến năm 1684.  Kỳ thi Mãn Châu thay thế kỳ thi Jurchen, và tiêu đề chính thức của kỳ thi không được thay đổi từ "Jurchen" thành "Mãn Châu" cho đến năm 1667.
Cho đến năm 1894, Triều Tiên vẫn là một nhà nước triều cống của triều đại nhà Thanh, mặc dù ảnh hưởng của người Mãn Châu ở Triều Tiên đã giảm từ cuối thế kỷ 18 khi Triều Tiên bắt đầu thịnh vượng trở lại. Đế quốc Nhật Bản buộc triều đại nhà Thanh thừa nhận khi kết thúc mối quan hệ chư hầu của Trung Quốc với Triều Tiên sau khi Trung-Nhật chiến tranh thứ nhất (1894-1895), và mở ra ảnh hưởng của Nhật Bản trong vấn đề Triều Tiên. Nhật Bản sau đó sẽ xâm chiếm và sáp nhập Triều Tiên vào đầu thế kỷ 20.